# Composition du Comité français de libération nationale
Pour un article plus général, voir Comité français de libération nationale.
Comité national français
Commandement en chef français civil et militaire  Gouvernement Charles de Gaulle I
Cet article présente la composition du Comité français de libération nationale (de 1941 à 1944).
Il est issu, en juin 1943, de la fusion des deux autorités françaises entrées en guerre, le Comité national français de Londres (succédant lui-même au Conseil de défense de l'Empire), dirigé par le général de Gaulle, et le Commandement en chef français civil et militaire d'Alger, dirigé par le général Giraud.

## Comité antérieur au CFLN: Comité national français
- Comité en exil à Londres : général de Gaulle
- Comité en exil à Alger : général Giraud

### Membres (21 septembre 1941 - 30 mai 1943)
- René Pleven, commissaire à l'Économie, Finances et Colonies de septembre 1941 à octobre 1942, commissaire aux Affaires étrangères et aux Colonies de octobre 1942 à février 1943, commissaire aux Colonies de février à mai 1943
- Maurice Dejean, commissaire aux Affaires étrangères de septembre 1941 à octobre 1942
- René Massigli, commissaire aux Affaires étrangères de février à mai 1943
- vice-amiral Émile Muselier, commissaire à la Marine et à la Marine marchande de septembre 1941 à mars 1942 (démission)
- amiral Philippe Auboyneau, commissaire à la Marine de mars 1942 à mai 1943
- général Martial Valin, commissaire à l'Air d'octobre 1941 à mai 1943
- André Diethelm, commissaire à l'Intérieur au Travail et à l'Information de septembre 1941 à juillet 1942, commissaire à l'Économie, Marine marchande et Colonies de juillet 1942 à mai 1943
- André Philip, commissaire à l'Intérieur de juillet 1942 à mai 1943
- Jacques Soustelle, commissaire à l’Information de juillet 1942 à mai 1943
- René Cassin, commissaire à la Justice et à l'Instruction publique de septembre 1941 à mai 1943
- général Paul Legentilhomme, commissaire à la Guerre de septembre 1941 à mai 1943
- contre-amiral Georges Thierry d'Argenlieu
- général Georges Catroux

## Composition le 7 juin 1943
- Coprésidents : généraux Charles de Gaulle et Henri Giraud
- Jules Abadie, commissaire à la Justice, à l’Éducation nationale et à la Santé publique
- René Massigli, commissaire aux Affaires étrangères
- André Philip, commissaire à l'Intérieur
- Maurice Couve de Murville, commissaire aux Finances
- René Pleven, commissaire aux Colonies
- André Diethelm, commissaire à la Production et au Commerce
- général Alphonse Georges, commissaire d'État sans portefeuille
- général Georges Catroux, commissaire à la coordination des Affaires musulmanes
- Henri Bonnet, commissaire à l'Information
- Jean Monnet, commissaire à l'Armement, à l'Approvisionnement et à la Reconstruction
- René Mayer, commissaire aux Communications et à la Marine marchande
- Adrien Tixier, commissaire au Travail et à la Prévoyance sociale
- général Paul Legentilhomme, commissaire adjoint à la Défense nationale (juillet 1943)

### Remaniement du 4 septembre 1943
- François de Menthon, commissaire à la Justice
- Jules Abadie, commissaire à l’Éducation nationale, à la Santé publique
- général Paul Legentilhomme, commissaire à la Défense nationale

## Composition le 9 novembre 1943
- Charles de Gaulle, président
  - Gaston Palewski, directeur du cabinet civil du général de Gaulle (septembre 1942 - janvier 1946)
  - Louis Joxe, secrétaire général du CFLN puis du GRPF (9 octobre 1943 - septembre 1946)

- Commissaires
  - général Georges Catroux, commissaire d'État chargé des Affaires musulmanes
  - André Philip, commissaire d'État chargé des Rapports avec l'Assemblée consultative
  - Henri Queuille, commissaire d'État chargé des Commissions intercommissariales
  - Emmanuel d'Astier de La Vigerie, commissaire à l'Intérieur
    - Jean Pierre-Bloch, commissaire adjoint à l'Intérieur

  - André Le Troquer, commissaire à la Guerre et à l'Air
  - Louis Jacquinot, commissaire à la Marine
  - Pierre Mendès France, commissaire aux Finances
  - René Capitant, commissaire à l’Éducation nationale
  - Adrien Tixier, commissaire au Travail, à la Prévoyance sociale et aux Affaires sociales
  - André Diethelm, commissaire à la Production et au Ravitaillement
  - Henri Frenay, commissaire aux Prisonniers et Déportés
  - René Massigli, commissaire aux Affaires étrangères
  - Jean Monnet, commissaire en mission aux États-Unis
  - René Mayer, commissaire aux Communications aux Transports et à la Marine Marchande
  - François de Menthon, commissaire à la Justice
  - René Pleven, commissaire aux Colonies
  - Henri Bonnet, commissaire à l'Information

### Remaniement du 4 avril 1944
À la suite de l’entrée de deux commissaires communistes (François Billoux et Fernand Grenier), et de Paul Giacobbi, il est procédé à des changements d'attributions :
- François Billoux, commissaire d'État ;
- André Diethelm, commissaire à la Guerre ;
- Fernand Grenier, commissaire à l'Air ;
- Paul Giacobbi, commissaire à la Production industrielle et au Ravitaillement ;
- André Le Troquer, commissaire délégué à l'Administration des territoires métropolitains libérés.

Le 3 juin 1944 le Comité français de libération nationale (CFLN) devient le Gouvernement provisoire de la République française (GPRF).

### Remaniement du 12 août 1944
- Alexandre Parodi, secrétaire général provisoire aux Territoires libérés

## Composition au lendemain de lalibération de Paris, 26 août 1944
Même composition que précédemment, appellation et attribution modifiées pour :
- François Billoux, commissaire d'État chargés des Territoires libérés ;
- Alexandre Parodi, commissaire d'État aux Territoires libérés ;
- André Le Troquer, commissaire d'État aux Territoires libérés ;
- Henri Queuille, commissaire d'État aux Territoires libérés.

Sont nommés 15 secrétaires généraux :
- Louis Fortin, secrétaire général à la Défense nationale ;
- Henri Wallon, secrétaire général à l’Éducation nationale ;
- Louis Pasteur Vallery-Radot, secrétaire général à Santé ;
- Alexandre Parodi, secrétaire général à l’Intérieur ;
- Jean Guignebert, secrétaire général à l’Information ;
- René Sanson, secrétaire général au Travail ;
- Emmanuel Monick, secrétaire général aux Finances ;
- Pierre Miné, secrétaire général au Ravitaillement ;
- Jean Lefèvre, secrétaire général à l’Agriculture ;
- Robert Lacoste, secrétaire général à la Production industrielle ;
- Georges Louis Mathieu, secrétaire général aux Communications ;
- François Mitterrand, secrétaire général aux Prisonniers ;
- Marcel Willard, secrétaire général provisoire du ministère de la Justice ;
- René Courtin, secrétaire général à l'Économie nationale ;
- Edmond Quenot, secrétaire général aux PTT.

### Remaniement du 4 septembre 1944
Les commissaires prennent le titre de ministres. Aimé Lepercq, Robert Lacoste et François Tanguy-Prigent entrent au gouvernement, des attributions sont modifiées :
- Alexandre Parodi, ministre chargé des Territoires occupés ;
- Aimé Lepercq, ministre des Finances ;
- Paul Joseph Marie Giacobbi, ministre du Ravitaillement ;
- Robert Lacoste, ministre de la Production industrielle ;
- François Tanguy-Prigent, ministre de l'Agriculture ;
- Pierre Mendès-France, ministre de l'Économie.

## Sources
- Benoît Yvert (direction), Dictionnaire des ministres (1789-1989), Perrin, Paris, 1990  (ISBN 2-262-00710-1).
- François Marcot, Bruno Leroux, Christine Levisse-Touzé (direction), Dictionnaire historique de la Résistance, « Bouquins », Robert Laffont, Paris, 2006  (ISBN 2-221-09997-4).
- François Broche, Georges Caïtucoli & Jean-François Muracciole (direction), Dictionnaire de la France libre, « Bouquins », Robert Laffont, Paris, 2010  (ISBN 978-2-221-11202-1).